# Barwick-in-Elmet and Scholes
Barwick-in-Elmet and Scholes est une paroisse civile du Yorkshire de l'Ouest, en Angleterre.